# سیارک ۳۳۳۳
سیارک ۳۳۳۳ (به انگلیسی: 3333 Schaber، نامگذاری:1980TG5) سه هزار و سیصد و سی و سومین سیارک کشف شده‌است که در ۹ اکتبر ۱۹۸۰ کشف شد.
قدر مطلق سیارک برابر ۱۱٫۸۰ است.